# Rubus adscitus
Rubus adscitus är en rosväxtart som beskrevs av Léon Gaston Genevier. Rubus adscitus ingår i släktet rubusar, och familjen rosväxter.

## Underarter
Arten delas in i följande underarter:
- R. a. densipilus
- R. a. macrothyrsus
- R. a. franconius
- R. a. cavnicensis